# Place de la Halle
La place de la Halle, ancienne place de la Halle-aux-Grains, est située à Auvillar.

## Histoire
Auvillar peut être décomposé en trois quartiers :
- la vieille ville, à côté du château qui dominait la Garonne,
- le quartier du port,
- la sauveté liée à l'établissement du prieuré bénédictin Saint-Pierre dépendant de l'abbaye du Mas-Grenier.

La vieille ville avec le château dominent la Garonne permettant d'en contrôler le trafic et de prélever un péage dès 1135. Elle domine aussi un passage de la Garonne, à gué ou par bac, situé dans un des « étroits » du fleuve, contrôlant la route de Moissac vers la Gascogne.
L'origine de la ville remonte au XIe siècle quand elle est le siège d'une vicomté indépendante, détachée de la vicomté de Lomagne. En 1301 elle est acquise par Philippe le Bel qui l'a donnée à Arnaud de Goth, frère du pape Clément V. Par mariage elle est devenue un fief de la Maison d'Armagnac, entre 1336 et 1481. Passée dans la famille de Foix, elle est passe aux Albret en 1525. Elle est retournée au domaine royal à l'avènement d'Henri IV.
Auvillar était un lieu de passage, au croisement de la route fluviale par la Garonne et d'une route terrestre vers la Gascogne. La ville est devenue un lieu d'échange. Vers 1135, la ville est qualifiée de « bourg doté d'un marché castral ».
Des coutumes ont dû être accordées à la ville dès le milieu du XIIe siècle et mises par écrit en 1265.
Ces coutumes de 1265 montrent qu'il existait plusieurs places à Auvillar, mais une seule à l'intérieur des remparts de la vieille ville.
La forme triangulaire de la place vient probablement du croisement des voies venant des trois portes de la ville : la porte de la Fontaine au nord-ouest (détruite), la porte d'Arnaud-Othon au sud, actuelle tour de l'Horloge, et la porte de Saint-Pierre, près du prieuré. La place serait devenue triangulaire par l'élargissement d'un carrefour en Y (voie entre la porte de la Fontaine et la porte Saint-Pierre, au sud du château, et voie entre la porte de la Fontaine et la porte Arnaud-Othon).

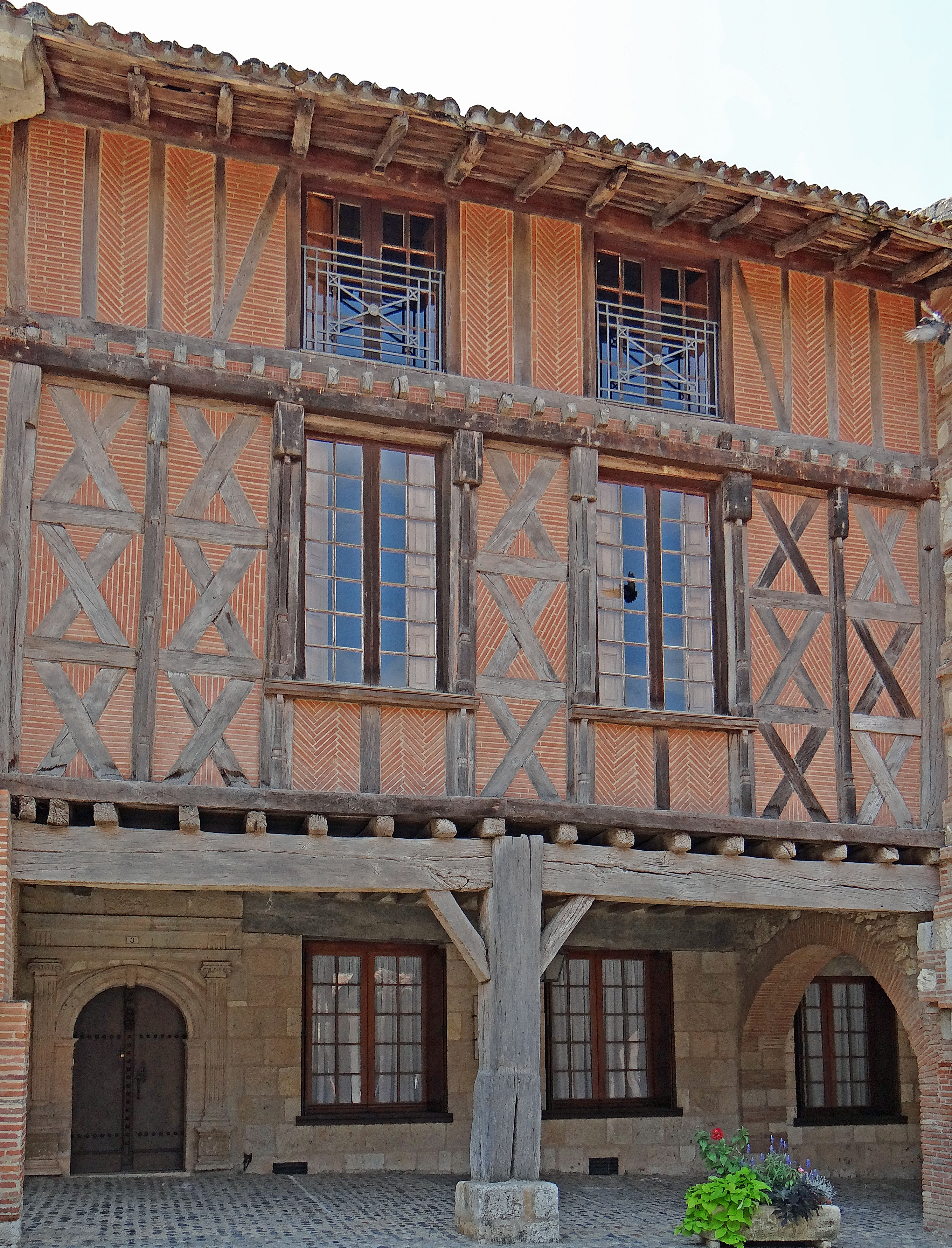
Maison de la seconde moitié du XVe siècle, au no 3

Les demeures bordant la place avaient toutes des couverts ou cornières, au moins jusqu'en 1879.
On ne connaît pas l'origine de cette architecture à Auvillar car aucune maison de la place n'est antérieure au XVe siècle. Les Coutumes de 1265 ne citent ni les couverts, ni la halle. Elles citent une boucherie, ou mazel. Seules les boutiques ouvertes des maisons et les tables dressées sont citées, comme les mesures publiques, le port, le pressoir et le four seigneurial. Mais cette absence de citation se retrouve dans d'autres coutumes de villages de la même époque bien qu'on soit certain que les cornières y existaient. Ce pendant il existait de nombreux silos à grains creusés dans le sol, sous les cornières et les maisons. Leur présence dans une zone de circulation est curieuse quand la halle existait, on peut supposer que ces silos ont précédé les couverts. Pour Pierre Garrigou Grandchamp ces silos seraient apparus après la guerre de Cent Ans, en même temps que les plus anciennes maisons de la place. La plupart de ces silos ont disparu au XIXe siècle, au moment du pavage de la place.
Des photos antérieures à 1879 montrent que la circulation se faisait sous les couverts et non sur la place qui était occupée par la halle aux grains. Pour permettre la circulation sur la place, des couverts placées aux entrées de la place ont été démolis. La rue du château a été ouverte en 1881, entraînant la démolition d'une maison en pan de bois.

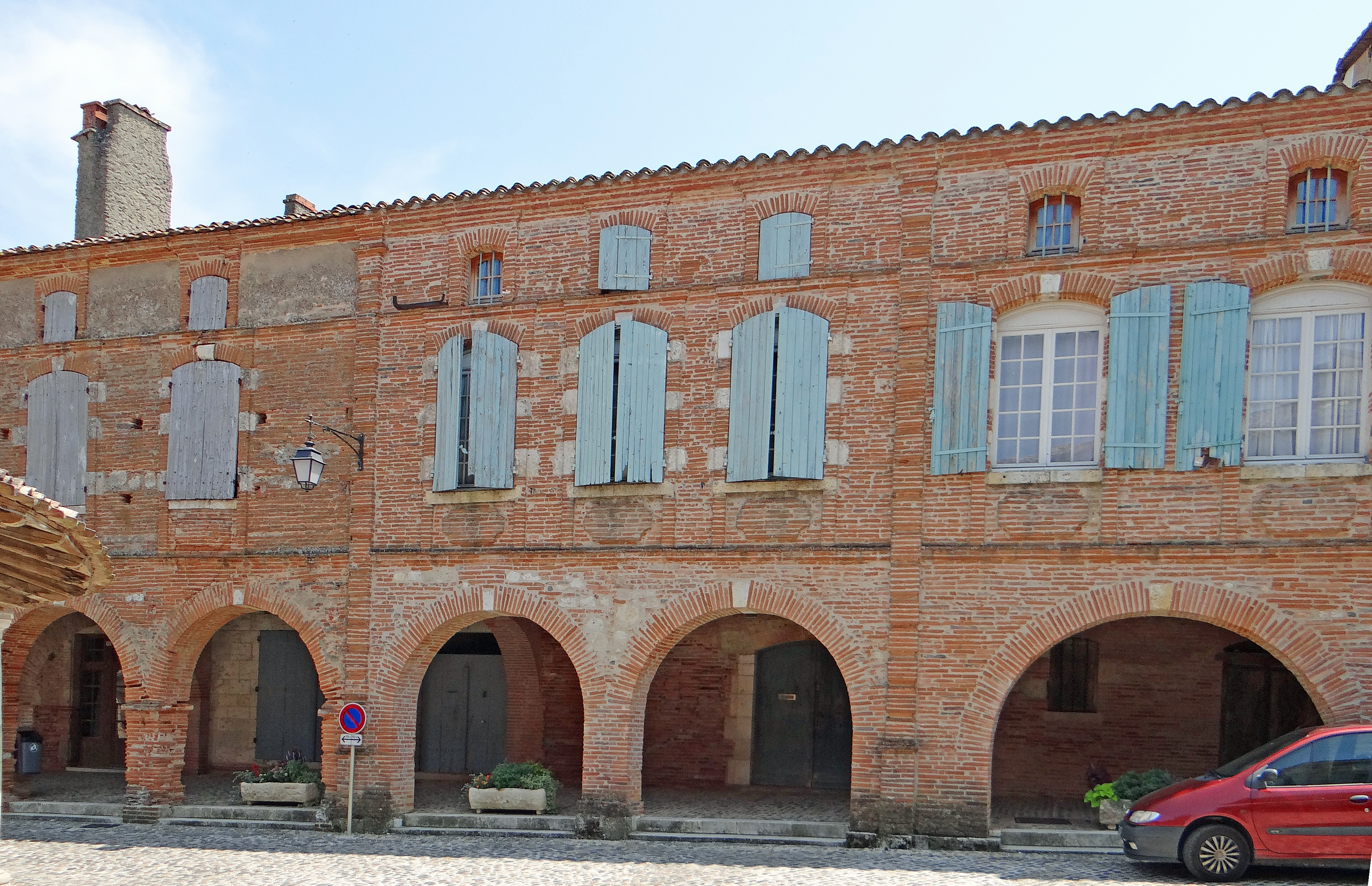
Maisons du côté oriental de la place (no 15 à 19)

La maison la plus ancienne de la place est celle qui porte le no 3, construite dans la seconde moitié du XVe siècle.
L'aspect actuel est le résultat de regroupements de parcelles. Certaines façades ont un aspect unifié comme on peut le constater du côté oriental (no 15 à 19). Les façades construites au XVIIIe et XIXe siècles l'ont été en brique alors que les murs mitoyens sont pour tout ou partie en bois. L'architecture témoigne de la richesse de la ville entre 1750 et 1850.

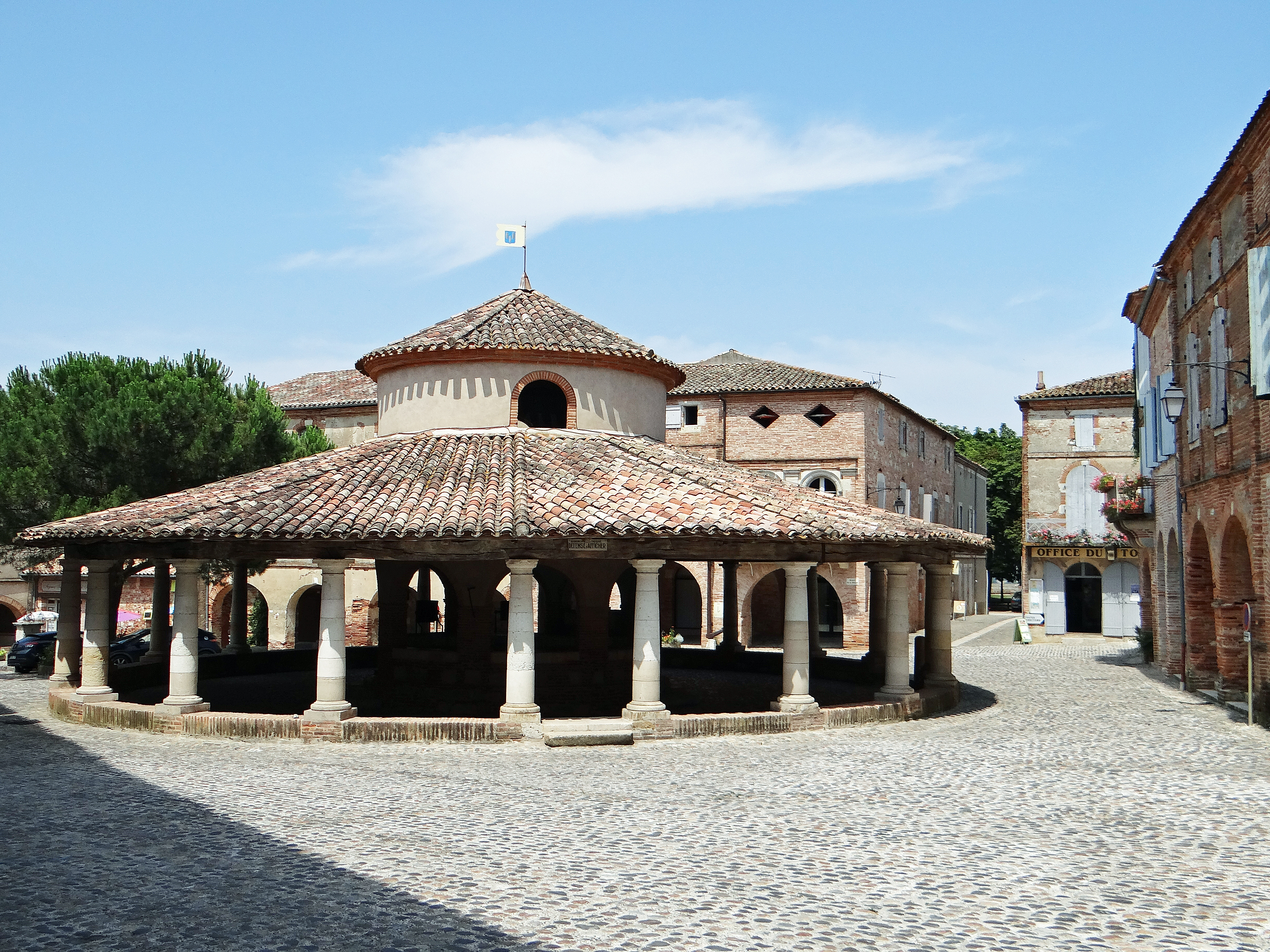
La halle. À l'arrière, la mairie (no 12) et l'office du tourisme (no 13) de part et d'autre de la rue du château ouverte en 1881

Le premier projet d'une nouvelle halle, dite « halle aux blés », date de 1823, et prévoyait la construction d'une maison commune au premier étage. Le projet de halle circulaire a été dessiné par l'architecte départemental Fragneau en 1829. Les travaux réalisés par l'entrepreneur Étienne Champès sont terminés au début de 1831.
Plusieurs des immeubles de la place ont été inscrits au titre des monuments historiques en 1946 et 1956.